# Puesto del Marqués
Puesto del Marqués är en ort i Argentina.   Den ligger i provinsen Jujuy, i den norra delen av landet, 1 500 km norr om huvudstaden Buenos Aires. Puesto del Marqués ligger 3 497 meter över havet och antalet invånare är 299.
Terrängen runt Puesto del Marqués är huvudsakligen platt, men österut är den kuperad. Runt Puesto del Marqués är det mycket glesbefolkat, med 2 invånare per kvadratkilometer.. Puesto del Marqués är det största samhället i trakten. 
Omgivningarna runt Puesto del Marqués är i huvudsak ett öppet busklandskap.